# パラディン (ゲーム)
『パラディン』は、ボーステックより1985年12月に発売されたゲームソフト。
のちに漫画家となる赤松健が高校2年生の時に制作し、夏休みに完成させた。その後ボーステックに持ち込み市販化された。
プレイヤーは主人公の聖騎士(パラディン)を操作し、敵を倒しながら経験値を積み、装備品を揃え、神を倒してユリウス姫を助けるのが目的である。画面数は全百面。
起動時にビープ音による音声合成にて「はっはっは、私は神だ。逆らうものは皆死ぬのだ。ユリウス姫は助けられるかな？それではまた会おう」との台詞がある。実際にしゃべるプログラムを組んだのは赤松の友人である。
音声合成は起動時以外には、エンディング時、コピープロテクトに引っ掛ける時に再生される。